# Аладдін (мультсеріал)
«Аладдін» — американський анімаційний телесеріал виробництва Disney Television Animation, який виходив з 6 лютого 1994 року по 25 листопада 1995 року, завершуючися рівно через три роки з дня виходу оригінального однойменного фільму Disney 1992 року. Незважаючи на те, що прем'єра анімаційного телесеріалу відбулася за чотири місяці до продовження першого мультфільму «Повернення Джафара», події відбуваються пізніше. Другим і останнім продовженням став фільм «Аладдін і король злодіїв» 1996 року.
Продюсерами серіалу стали Алан Заслов і Тед Стоунз, які вже були відомі своєю роботою над Чіп і Дейл — бурундучки-рятівнички та Темний плащ. Багато зірок фільмів озвучували своїх телевізійних колег, за винятком Дена Кастелланети, який виконував роль Робіна Вільямса в ролі Джина (наприклад, у фільмі «Повернення Джафара»), і Вела Беттіна у ролі султана (який замінив Дугласа Сіла) після оригінального фільму).

## Сюжет
Дія серіалу відбувається у вигаданому султанаті Аграба, через рік після подій однойменного мультфільму та після другого фільму. Аладдін, тепер заручений з принцесою Жасмін, пускається в численні пригоди зі своїми супутниками.

## Епізоди
| Сезон | Епізодів | Вперше вийшов в ефір | Останній показ    | Мережа                                   |
| ----- | -------- | -------------------- | ----------------- | ---------------------------------------- |
| 1     | 9        | 6 лютого 1994        | 1 травня 1994     | Disney Channel                           |
| 2     | 69       | 5 вересня 1994       | 28 лютого 1995    | Syndication (The Disney Afternoon) & CBS |
| 3     | 8        | 16 вересня 1995      | 25 листопада 1995 | CBS                                      |

Всього було звипущено 86 епізодів, що робить цей серіал одним з небагатьох винятків із тодішнього обмеження Disney у 65 епізодів. Фіналом серіалу є фільм «Аладдін і король злодіїв». Після цього відбулася гостьова поява 24 листопада 1998 року в «Геркулес і арабська ніч», епізоді Геркулес: Мультсеріал.

## Персонажі

### Головні
- Джин (озвучує Ден Кастелланета) — один із найкращих друзів Аладдіна. Звільнений від своєї лампи і здатний вільно використовувати свою магію, Джин допомагає Аладдіну в його пригодах, щоб захистити Аграбу. Однак магія Джина не завжди працює успішно, оскільки після звільнення його сили були зменшені. Він описує свої сили як «напівфеноменальні, майже космічні».
- Аладдін (озвучений Скоттом Вейнгером) спочатку був безпритульною дитиною, яка крала їжу, щоб вижити, але його життя змінилося, коли він зустрів і закохався в Жасмін, принцесу Аграби. Аладдін заручився з Жасмін і зрештою став принцом, а потім і султаном. Він дізнається про свої майбутні обов'язки, захищаючи королівство від монстрів, чаклунів та інших небезпек.
- Принцеса Жасмін (озвучує Лінда Ларкін), яку батько змушував вийти заміж за принца, але її життя змінилося на краще, коли вона втекла з дому, зустріла й закохалася в чоловіка своєї мрії Аладдіна. Жасмін — не звичайна принцеса, оскільки вона вольова, незалежна, зухвала, але любляча й турботлива, досить кокетлива й спокуслива й хоче жити життям, де вона вільна робити свій вибір і не дозволяти іншим контролювати її. Тепер з більшою незалежністю Жасмін починає відчувати те, чого ніколи раніше не робила.
- Яго (озвучує Гілберт Готфрід): хоча він, можливо, залагодив свою провину, Яго все ще дуже жадібний і постійно бажає мати багатство та владу. Він ненавмисно створює проблеми для банди, оскільки веде їх на пошуки скарбів, які виявляються небезпечними. Хоча у Яго може бути погана натура, у глибині душі у Яго добре серце, і він завжди робить правильні речі. Яго також володіє талантом наслідувати голоси інших людей.
- Абу (озвучує Френк Велкер) — чарівний, пустотливий, але найближчий друг Аладдіна. Відомо, що Абу — майстерний злодій, і його очі спрямовані на золото та коштовності. Абу і Яго стали хорошими друзями і багато працюють разом, щоб отримати гроші та багатство, про які вони навіть не мріяли.
- Килим-самоліт — вірний друг, який колись був жителем скарбниці Печери Чудес. Він є транспортним засобом для Аладдіна та його друзів, а також постійним партнером у іграх для Джина.
- Султан (озвучує Вел Беттін) — добрий батько Жасмін, правитель Аграби, який дозволив заручини між нею та Аладдіном.

### Інші персонажі та лиходії
- Іден (озвучує Дебі Дерріберрі)
- Дханді (озвучує Валерій Паппас)
- Абіс Мал (озвучує Джейсон Александер)
- Харуд Хазі Бін (озвучує Джеймс Ейвері)
- Садіра (озвучує Келлі Мартін)
- Мозенрат (озвучує Джонатан Брендіс)
- Амін Дамула (озвучує Джефф Беннетт)
- Механіка (озвучує Чарлі Адлер)
- Razoul / Prince Wazoo / The Sand Monster / Dominus Tusk (озвучує Джим Каммінгс)
- Арбутус / Генерал Гауда (озвучує Рон Перлман)
- Хартум (озвучує Тоні Джей)
- Phasir (озвучує Ед Гілберт)
- Міраж (озвучує Бебе Нойвірт)
- Азіз (озвучує Майкл Белл)
- Мінос / Король Забар (озвучує Кіт Девід)
- Фатіма (озвучує Чаріті Джеймс)
- Ункутма (озвучує Тіно Інсана)
- Хаос (озвучує Метт Фрюер)
- Салін (озвучує Джулі Браун)
- Малчо (озвучує Ектор Елізондо)
- Каліф Капок / Амок Мон Ра (озвучує Тім Каррі)
- Тундра (озвучує Канді Міло)
- Королева Далука (озвучує Тресс МакНіл)
- Аям Агул (озвучує Гамільтон Кемп)
- Магма (озвучує Тоне Лок)
- Сутінай / Merc (озвучує Доріан Хервуд)
- Аджед Аль Гебраїк (озвучує Джонатан Харріс)
- Нефір Хасенуф (озвучує Рене Обержонуа)
- Королева Гіпсодет (озвучує Кейт Малгрю)
- Sultan Pasta Al Dente (озвучує Стюарт Панкін)
- Скара (озвучує Сьюзен Тольскі)
- Шаман (озвучує Малкольм Макдауелл)

## Анімація
Мультсеріал був анімований Walt Disney Television Animation (Australia) Pty. Limited, Walt Disney Animation Japan, Inc., Toon City Animation, Inc., в Манілі, Філіппіни, Kennedy Cartoons в Манілі, Філіппіни та Kennedy Cartoons в Торонто, Онтаріо, Канада, Guimarares Productions в Сан-Паулу, Бразилія, Moving Images International (співпрацюючи з Toon City над епізодами шоу) в Манілі, Філіппіни, Animal-ya (також відомий як Animal House), Tama Productions, Wang Film Productions Co., Ltd., Sunwoo Animation Co., Ltd., Jaime Diaz Producciones SA, і Pacific Rim Productions, Inc. Додатковими виробничими потужностями для анімаційних епізодів Walt Disney Animation (Japan) Inc. є Tama Production, Jade Animations, Light Foot, Nakumara Productions, Studios CATS, Studios Fuga, Studios Robin, Takahashi Productions і Unlimited Energee.